# Gyügye
Gyügye is een plaats (község) en gemeente in het Hongaarse comitaat Szabolcs-Szatmár-Bereg. Gyügye telt 271 inwoners (2001).